# Tadeusz Andrzejczyk

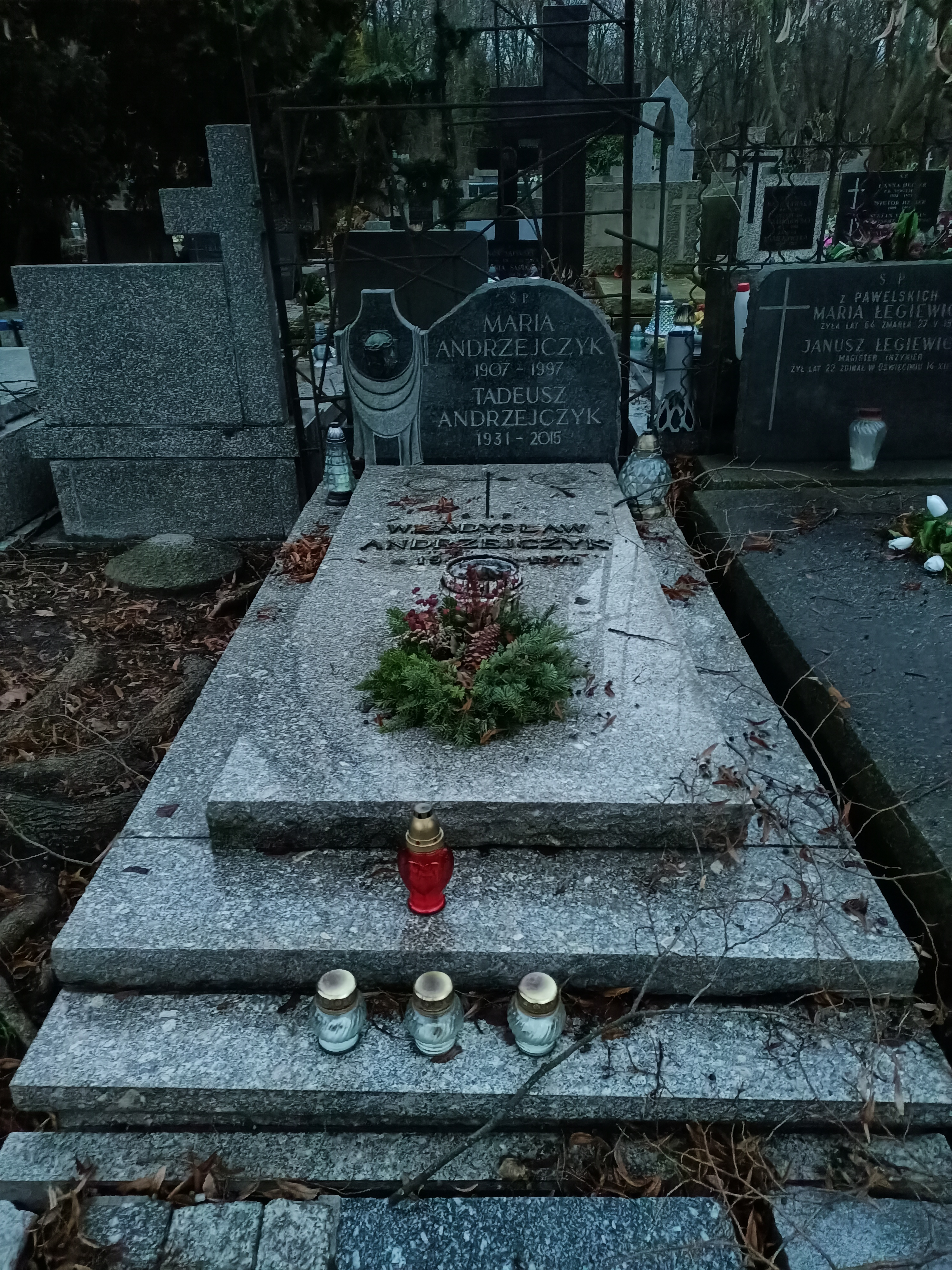
Grób Tadeusza Andrzejczyka na cmentarzu Powązkowskim

Tadeusz Andrzejczyk (ur. 17 maja 1931 w Rawie Ruskiej, zm. 13 października 2015) – polski lekkoatleta, mistrz Polski w rzucie dyskiem, publicysta wędkarski.

## Życiorys
Był kilkakrotnym medalistą mistrzostw Polski seniorów w rzucie dyskiem: złoty medalista z lat 1952 i 1954, srebrny z 1955 oraz brązowy z 1953. Przez wiele lat związany był z Politechniką Warszawską jako lektor języka angielskiego. Zajmował się również publicystką wędkarską, był autorem między innymi kilkakrotnie wznawianej książki Wędkarstwo jeziorowe.